# Zacatecasi vízvezeték
A zacatecasi vízvezeték (spanyolul Acueducto de Zacatecas vagy Acueducto del Cubo) a mexikói Zacatecas város egyik műemléke. A belváros részeként a Világörökség részét képezi.

## Leírás
A környék jellegzetes vörös köveiből készült boltíves vízvezeték a 18. század végén épült, de építéséről keveset lehet tudni, mivel az azzal kapcsolatos dokumentumok egy tűzvészben megsemmisültek. Közismert neve, a Cubo onnan származik, hogy egyik vége a Cubo nevű bányánál található. Innen vezette a vizet egészen a Plazuela de Villarreal (a mai Jardín Independencia) nevű tér forráskútjáig. A földfelszín egyenetlenségeit hol boltíveinek segítségével hidalta át (ma összesen 36 boltíve van, legnagyobb magassága 9 méter), hol a háztetőkön keresztül vezetett csatornája. A vezetéket egészen 1929-ig használták, ma már csak turisztikai értéke van. Az idők során már az időjárás következtében is lassan pusztult, de 1950-ben egy kamion is nekiütközött az egyik fő oszlopának, ezért támaszokat kellett építeni mellé, hogy egyáltalán állva maradjon. Felújítása 2009-ben kezdődött meg.